# Mošeja Amr ibn al-'As
Mošeja Amr ibn al-As (arabsko جامع عمرو بن العاص), imenovana tudi Amirjeva mošeja, je bila prvotno zgrajena leta 641-642, kot središče novo ustanovljene prestolnice Egipta, Fustat. Prvotna zgradba je bila prva mošeja, ki je bila zgrajena v Egiptu in v celotni Afriki . V dvajsetem stoletju je bila to četrta največja mošeja v islamskem svetu .
Lokacija mošeje je bila mesto šotora poveljnika muslimanske vojske, generala Amr ibn al-Asa. En kotiček mošeje vsebuje grob njegovega sina, 'Abd Allah ibn 'Amr ibn al-'As. Zaradi obsežne rekonstrukcije skozi stoletja ni nič ostalo od prvotne stavbe, vendar je obnovljena mošeja pomembna znamenitost in jo je mogoče videti v današnjem času Starem Kairu. Gre za aktivno mošejo s pobožno skupnostjo in ko se molitve ne odvijajo, je tudi odprta za obiskovalce in turiste. 

## Lega
Po tradiciji je prvotno mesto izbrala ptica. Amr ibn al-As je bil po ukazu kalifa Omarja, arabski general, ki je osvobodil Egipt od Rimljanov. Leta 641, preden so on in njegova vojska napadli svoje glavno mesto Aleksandrijo (na severozahodnem delu delte Nila), je Amr postavil svoj šotor na vzhodni strani Nila na južnem delu delte. Kot pravi zgodba, je tik preden je Amr odšel v boj, golob položil jajce v njegov šotor. Ko se je Amr vrnil z zmago, je moral izbrati mesto za novo glavno mesto, saj je Omar odredil, da ne more biti v oddaljeni Aleksandriji. Tako je Amr razglasil mesto golobjega jajca za središče novega mesta, Fustat ali Misr al-Fustat, 'mesto šotorov'. Kasneje je bila na isti lokaciji zgrajena mošeja. 

## Zgodovina gradnje
Prvotna postavitev je bila preprost pravokotnik, dolg 29 metrov in širok 17 metrov. Bila je nizka dvorana s stebri, izdelanimi iz deljenih palmovih debel, kamnov in blatnih opek, prekritih s streho iz lesa in palmovih listov. Tla so bila prodnata. Znotraj stavbe, usmerjena proti Meki ni bila zaznana konkavna niša, kot bi bila v vseh kasnejših mošejah. Namesto tega so bili uporabljeni štirje stebri, ki kažejo smer Meke in so bili vstavljeni na steno. Bila je dovolj velika, da je zagotovila molitveni prostor vojski, vendar ni imela drugih okraskov in minaretov [3].
Leta 673 jo je povsem obnovil guverner Maslama ibn Mukhallad al-Ansari, ki je dodal štiri minarete, po enega na vsakem od vogalov mošeje in podvojil njeno velikost. Dodajanje teh minaretov je omogočilo, da se klic molitve sliši iz vsakega vogala in ga sprejmejo druge bližnje mošeje. Guverner Abd al-Aziz ibn Marwan je leta 698 podaljšal mošejo in še enkrat podvojil območje. Leta 711 je bila dodana konkavna molitvena niša, ki je nadomestila ravno. Leta 827 je imela sedem novih ladij, vzporedno s steno kible v smeri, v kateri bodo molili muslimani. Vsaka ladja je imela arkado stebrov, pri čemer je zadnji steber v vsaki vrsti pritrjen na steno s pomočjo lesenega arhitrava, izrezljanega s frizom.
Leta 827 je guverner Abd Alah ibn Tahir v mošeji naredil več dodatkov. Povečala se je do sedanje velikosti, zgradila pa južna stena.
V 9. stoletju je mošejo podaljšal abasidski kalif Al-Mamun, ki je na jugozahodni strani dodal novo območje, s čimer je povečal dimenzije mošeje na 120 m x 112 m.
Med fatimidskim obdobjem je imela mošeja pet minaretov; štiri v vsakem kotu in enega na vhodu. Vendar pa je vseh pet izginilo. Trenutne minarete je zgradil Mourad Bey leta 1800. Fatimidski kalif al-Mustansir je dodal tudi srebrni pas v molitveni niši, ki jo je odstranil Saladin, ko je bila mošeja po požaru v Fustatu obnovljena.
Leta 1169 je mesto Fustat in mošejo uničil požar, ki ga je ukazal vezir Shawar, ki je naročil uničenje, da bi mesto zavaroval prej zajetjem križarjev. Ko so bili križarji izgnani in je območje  osvojila vojska Nur al-Dina, je Saladin prevzel oblast in leta 1179 obnovil mošejo.
V 14. stoletju je Burhan al-Din Ibrahim al-Mahalli plačal stroške obnove mošeje. Leta 1303 je mošejo po potresu na Kreti obnovil Amir Salar. Dodal je tudi štuko molitveno nišo na zunanjo steno mošeje, ki je zdaj ni več.
V 18. stoletju je eden od egipčanskih mameluških voditeljev, Mourad Bey, uničil mošejo zaradi razmajanosti, nato pa je naročil obnovo leta 1796 pred prihodom Napoleonove francoske odprave v Egipt. Med obnavljanjem so gradbeniki zmanjšali število vrst stebrov od sedmih na šest in spremenili usmeritev ladij, da bi bile pravokotne na steno kible. Prav tako so bili verjetno v tem času dodani sedanji minareti. Na žalost je med francosko okupacijo francoska vojska večino notranjega lesa porabila za kurjavo.
Leta 1875 je bila mošeja znova obnovljena. V 20. stoletju je bila med vladavino Abbasa Helmija II. mošeja ponovno obnovljena. Deli vhoda so bili rekonstruirani v 1980-ih.
Edini del starejše strukture mošeje, ki je še vedno viden, je nekaj arhitravov, ki jih je mogoče videti vzdolž južne stene mošeje. Ti so bili verjetno dodani med obnovo leta 827. 

## Gradbeni opis sodobne mošeje
Mošeja meri 108 × 116 metrov, ima tri vhode in 32-metrski visoki minaret na zahodni strani. Veliko dvorišče (Ṣaḥn) je zaprto na straneh z arkadnimi dvoranami (riwāqs) z več stebri. Sredi dvorišča je vodnjak, ki je po legendi povezan s sveto vodo Zamzam (Zemzem) v Meki.
Glavni mihrab (molitvena niša) je precej preprost.
Na jugovzhodu je ivan z marmornimi stebri z napisi Alaha, Mohameda in sultana Sulejmana. Po legendi je Sultan Omar rekel, da je prenesel steber sem u udarcem biča prerok. V severozahodnem kotu je grob Sheikh'Abd Allaaha (612-684), prvega sina 'Amr ibn al-'Asa.